# Quinquenio gris
El Quinquenio gris fue un período de la historia de Cuba que comenzó con el Caso Padilla de 1971. A menudo se asocia con el mandato de Luis Pavón Tamayo como jefe del Consejo Nacional de Cuba (CNC) entre 1971 y 1976.
Los años grises se definieron generalmente por la censura cultural, el acoso a intelectuales, artistas y el ostracismo de los miembros de la comunidad LGBT. La mayor influencia monetaria de la Unión Soviética durante este período presionó a Cuba para que adoptara su modelo de represión cultural, lo que se reflejó en la política interna de Cuba a lo largo de los años 1970.

## Antecedentes

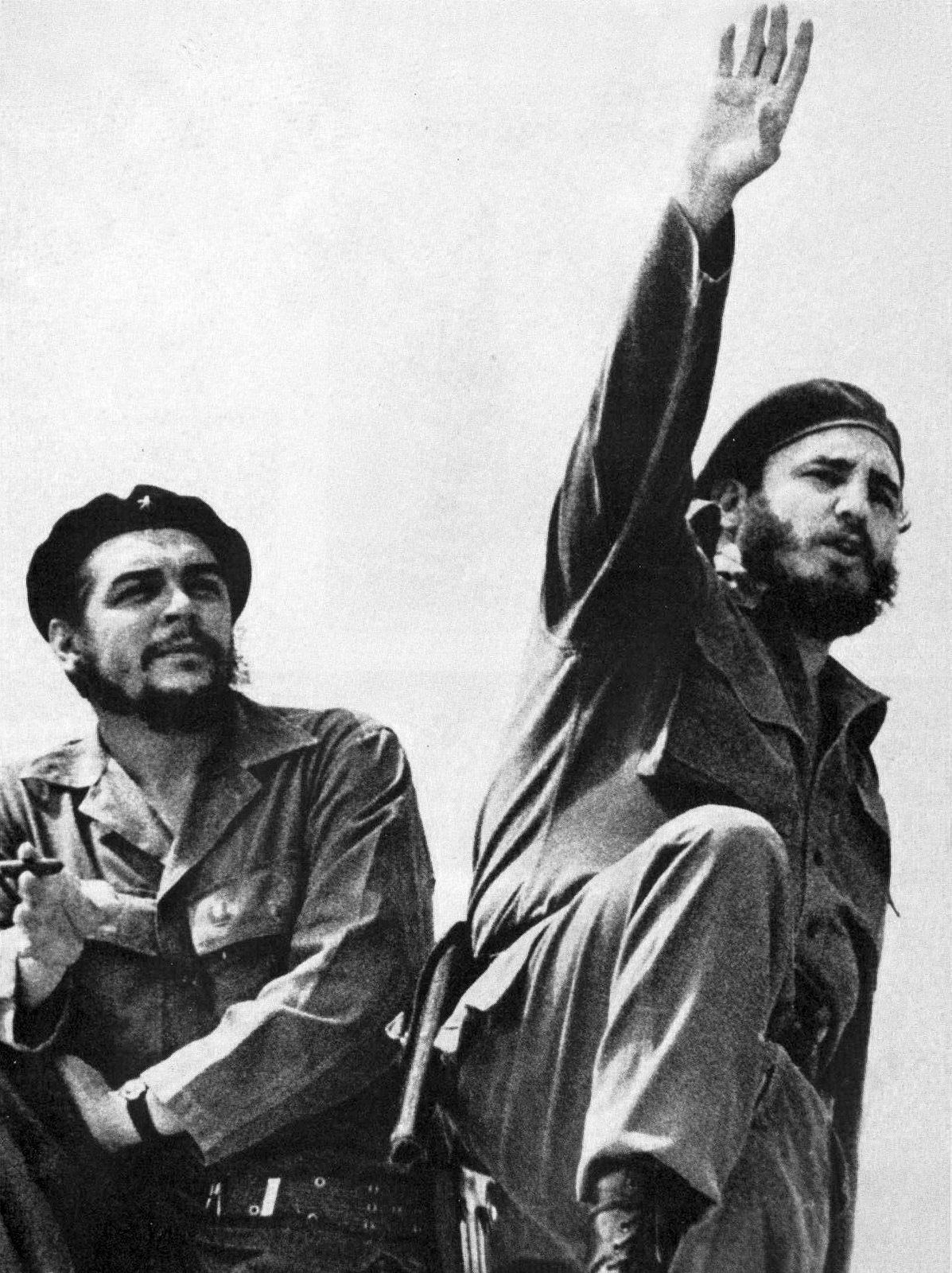
El Che Guevara y Fidel Castro en 1961.

Los investigadores generalmente coinciden en una cronología de los acontecimientos que condujeron al Quinquenio gris que siguieron al final de la Revolución cubana en 1959. Inmediatamente después de la revolución, Cuba disfrutó de algunos años de creatividad fluida que llegó a un final abrupto en 1961 con el asunto PM, cuando el gobierno de la nación censuró una película que mostraba a la juventud cubana en La Habana. Posteriormente, Fidel Castro pronunció su discurso Palabras a los intelectuales en junio del mismo año, que incluía la famosa frase "Dentro de la Revolución, todo; contra la Revolución, nada". Esto indicó a los intelectuales que había limitaciones claras a sus acciones y que sus libertades estaban "subordinadas al poder político".

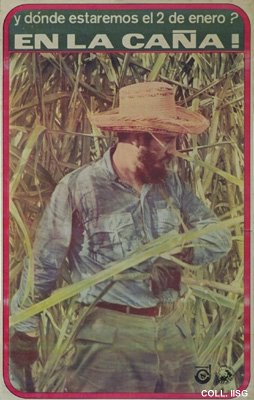
Afiche de Fidel Castro cortando caña de azúcar promoviendo el impulso de una zafra masiva.

Después de enfrentarse al Embargo estadounidense a Cuba que esencialmente aislo a la nación insular del mundo capitalista, Cuba se volvió fuertemente dependiente de la Unión Soviética para sus bienes. En 1968, Cuba estaba en camino de volverse completamente dependiente de la URSS. El año estuvo marcado por el apoyo a Fidel Castro y opuesto a las críticas occidentales a la invasión de Checoslovaquia por el Pacto de Varsovia, la nacionalización total de todas las propiedades y la censura de los actores culturales en la Ofensiva Revolucionaria y el Congreso Cultural de 1968 en La Habana que mantuvo debates sobre si la cultura cubana debería o no ser independiente de las ideologías políticas.
En 1970, Cuba fijó una meta ambiciosa para la producción de azúcar llamada Zafra de los diez millones en un intento de aliviar sus dificultades económicas. Fidel Castro apuntaba a la fabricación de 10 millones de toneladas de azúcar en bruto, más del doble de la cosecha promedio durante ese tiempo. Al final, la cosecha no logró alcanzar su objetivo. Con el creciente desprecio mundial hacia el gobierno de Fidel Castro, la nación decidió unirse al COMECON como miembro de pleno derecho y firmar un nuevo contrato de caña de azúcar con la Unión Soviética. Esto permitió que la producción de azúcar aumentara constantemente en Cuba, pero también condujo a una mayor dependencia de la URSS y allanó el camino para la imitación de sus políticas de censura a lo largo de la década.

## Desarrollo

### Orígenes

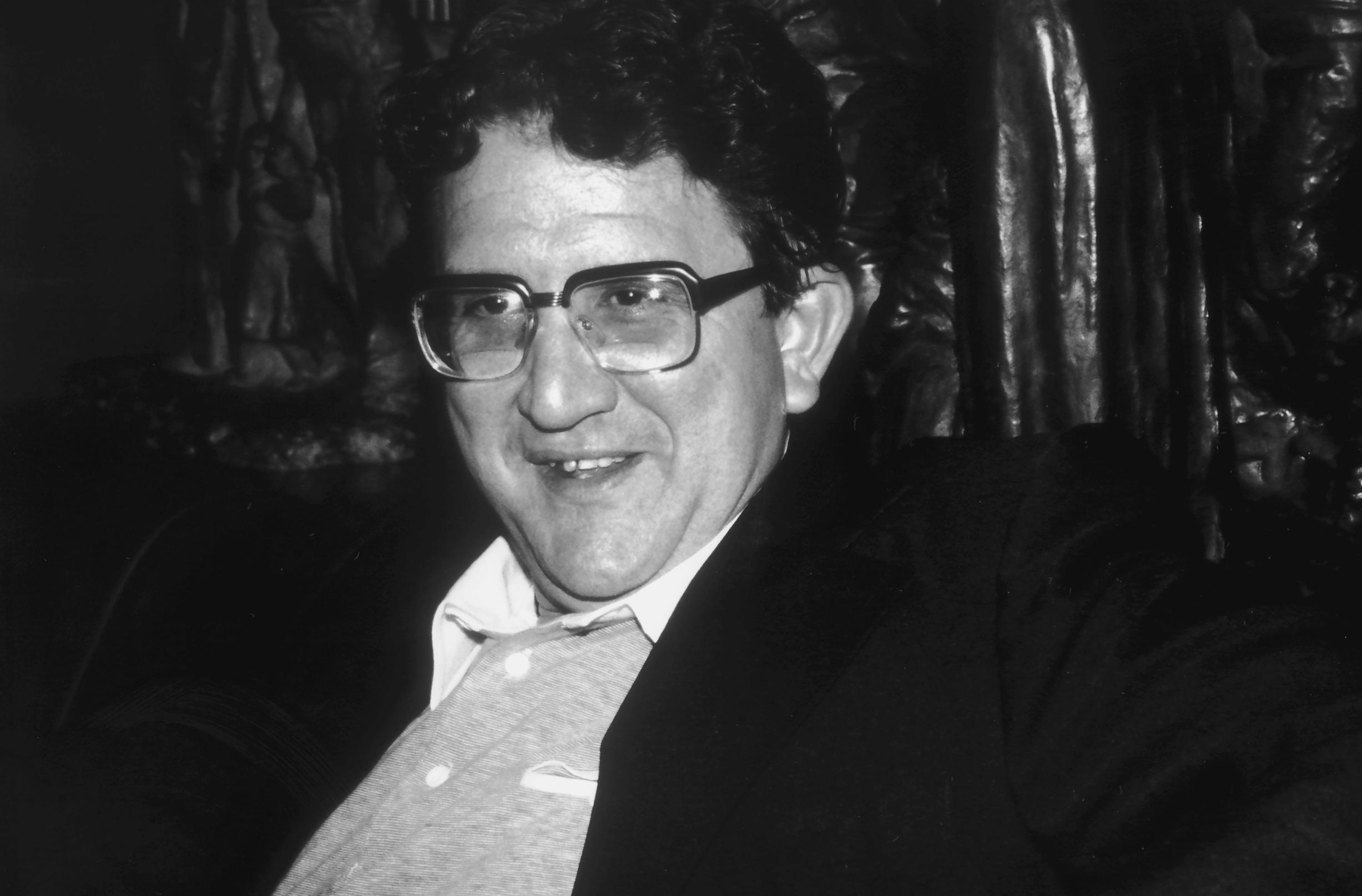
Heberto Padilla.

Se considera ampliamente que el verdadero catalizador de los años grises fue el Caso Padilla de 1971. Heberto Padilla era un conocido poeta y autor cubano que había provocado controversia con su libro de poemas Fuera del juego, que había obtenido el primer premio en el concurso de poesía de la Unión de Escritores y Artistas de Cuba (UNEAC) de 1968. El gobierno cubano consideró que los comentarios críticos del libro eran contrarrevolucionarios en ese momento e intentó disuadir a los jueces de reconocer el libro, pero fue premiado y publicado de todos modos. La retórica soviética a favor de la censura se fortaleció en Cuba durante los dos años siguientes y en consecuencia, Padilla fue arrestado en su casa bajo el cargo de "tergiversar la revolución ante periodistas e intelectuales extranjeros" en 1971.Su arresto provocó indignación internacional, especialmente entre los intelectuales. Recién en 1980 se le concedió permiso para salir de Cuba para Estados Unidos donde residió hasta su muerte en 2000.
Tras el asunto, la CNC fue reorganizada y encabezada por Luis Pavón Tamayo, a quien muchos cubanos consideran responsable directo del Quinquenio gris. Muchos intelectuales sintieron que bajo las políticas represivas de Pavón, Cuba pasó de una política cultural basada en la discusión y la tolerancia a una que se aplicaba mediante un edicto. Esto puede deberse en parte al alejamiento de Cuba del nacionalismo progresista marxista hacia un enfoque marxista-leninista más orientado a los soviéticos que centralizó el poder para el Partido Comunista de Cuba y se consolidó en la Constitución cubana de 1976. Las acciones del CNC contra artistas considerados contrarrevolucionarios fueron mixtas; a algunos se les prohibió el acceso a espacios donde podían crear, a algunos se les prohibió exhibir su trabajo y a algunos se les prohibió viajar internacionalmente. Una de las víctimas de Pavón fue el poeta y dramaturgo cubano Antón Arrufat el cual fue obligado a realizar trabajos manuales en el sótano de una biblioteca y se le prohibió escribir o publicar durante más de una década. En el discurso de clausura del 30 de abril de 1971 de Fidel Castro en el primer Congreso Nacional de Educación y Cultura, este criticó a los pseudoizquierdistas, las "ratas intelectuales" y los homosexuales. La CNC promulgó políticas que apuntaban y censuraban las artes de "alto riesgo", específicamente las del teatro. Los artistas en los que no se confiaba ideológicamente o se consideraban homosexuales fueron marginados. En agosto de 1972 el Consejo Nacional de Cultura inicia el proceso de Parametración por el cual fueron expulsados de sus trabajos cerca de 300 actores y directores de teatro considerados como carentes de "calificación moral e ideologica."
La cultura afrocubana también estuvo entre los muchos movimientos considerados "diversionismo ideológico", término utilizado por el gobierno de Fidel Castro durante el Quinquenio gris para describir expresiones contrarrevolucionarias. El Primer Congreso Nacional de Cultura y Educación en 1971 informó que las sociedades de y para individuos afrocubanos ya no eran aceptables en Cuba. Además, las religiones africanas ampliamente populares de la Santería y Palo Monte fueron censuradas por el gobierno a gran escala durante la década de 1970. En general, se cree que esta represión de la cultura afrocubana y la consiguiente falta de representación en la esfera pública durante el Quinquenio gris han contribuido a una disminución de la igualdad social cubana; Durante este período, hablar sobre cuestiones raciales era una forma de diversión.

### Conclusión

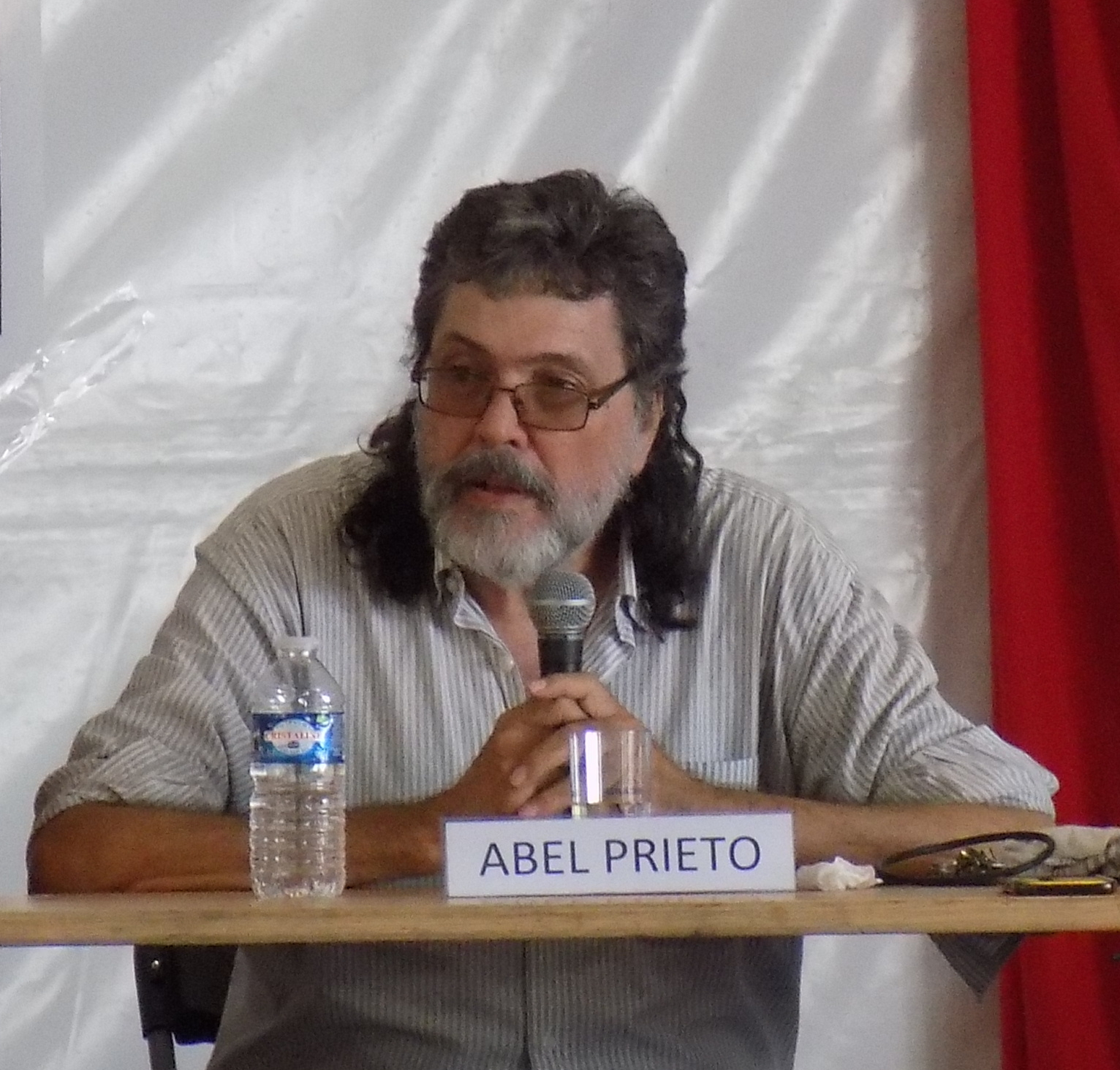
Abel Prieto en 2019.

Los años grises comenzaron a disminuir con la fundación del Ministerio de Cultura en 1976, con Armando Hart como Ministro; sin embargo, la situación mejoró drásticamente cuando el escritor Abel Prieto lo reemplazó en 1997.
En la década de 1980, las consecuencias negativas de la política interna "sovietizada" de Cuba se hicieron evidentes: fracaso económico, altos niveles de corrupción, burocratización excesiva y la creciente desmoralización del pueblo cubano. El movimiento resultante del gobierno cubano alejándose de este enfoque, junto con la posición de Armando Hart como Ministro de Cultura, provocó un proceso de "rectificación" para corregir errores anteriores. Estas enmiendas incluyeron atenuar las políticas represivas del Quinquenio gris y permitieron un resurgimiento cultural durante este tiempo. En 1986, Fidel Castro pronunció un discurso reconociendo que Cuba se había estado desviando del propósito original declarado de la Revolución de 1959 hacia algo "peor que el capitalismo" durante varios años hasta ese momento. El posterior Período especial de la historia de Cuba, que tuvo lugar entre 1990 y 2003, intentó remediar esta situación mediante varios cambios institucionales importantes, como renovaciones radicales de los sistemas legal, político, económico y civil cubanos.
La disolución de la Unión Soviética en 1991 también contribuyó en gran medida a poner fin a las políticas represivas que caracterizaron al Quinquenio gris. Con la desaparición de la Unión Soviética, Cuba se encontró en una posición financiera extremadamente vulnerable; el país experimentó una caída dramática en la producción de azúcar que devastó su economía durante la década de 1990. El consenso general entre los académicos es que el gobierno cubano estaba demasiado concentrado en la supervivencia económica durante este período como para preocuparse por censurar a los intelectuales. Estos acontecimientos, junto con la llegada de Internet y la fuerza acompañante de la globalización, llevaron a una cautelosa recuperación postsoviética de la autonomía artística en todo el país.

## Legado
A pesar del declive de la represión cultural a finales de los años 1970, la censura en Cuba todavía existía hasta bien entrados los años 1980 y 1990. Esto lo ilustra la película de 1989 Alicia en el pueblo de Maravillas, una comedia que parodiaba la burocracia, la ineficiencia y la corrupción del gobierno cubano. En el contexto de la disolución del bloque soviético y el deseo del gobierno de tomar medidas enérgicas contra el "diversionismo ideológico" en un intento de evitar el mismo destino, la película fue prohibida después de su premiado debut en el Festival Internacional de Cine de Berlín. Poco después, el Instituto Cubano del Arte e Industria Cinematográficos (ICAIC) fue advertido de que se fusionaría con el cine y la televisión de los militares como resultado de la crisis económica de los años 1990. Esto fue visto como un potencial "golpe mortal" a la recién recuperada independencia de la industria cinematográfica cubana, pero después de intensas protestas del pueblo cubano, el gobierno cedió y restableció el ICAIC. Sin embargo, esto no fue sin compromiso; El ex director del Instituto, Julio García Espinosa, fue reemplazado por el aliado de Fidel Castro, Alfredo Guevara.
En 2000, inmediatamente después de la globalización, el gobierno cubano comenzó a emprender importantes cambios de política en su sector social a los que se refiere como la Batalla de Ideas. El objetivo de este programa era abrir oportunidades culturales en Cuba y abordar las desigualdades sociales cada vez más profundas para elevar la moral de sus ciudadanos y hacer frente a la ideología capitalista. Las características clave de la "Batalla de Ideas" incluyeron una reforma del sistema escolar y un renacimiento en la producción, creación y difusión de productos culturales con un fuerte énfasis en el patriotismo y el internacionalismo.
En enero de 2007, un anciano Luis Pavón Tamayo apareció junto a Raúl Castro en un programa de televisión cubano en una entrevista sobre su vida, que pintaba su carrera en general de manera positiva y no reconocía su papel en el Quinquenio gris. Esto consternó ampliamente a los cubanos y encendió un temor en todo el país de que el gobierno estaba adoptando una postura renovada y dura frente a la censura. En lo que se conoció como la "guerra de los correos electrónicos", el destacado escritor Jorge Ángel Pérez desencadenó una cadena de correspondencias por correo electrónico sobre el escándalo y rápidamente atrajo la atención nacional. Posteriormente, la Unión de Escritores y Artistas de Cuba emitió un comunicado en la portada del periódico nacional de Cuba, Granma, asegurando a los cubanos que la política nacional no se alteraría.